# Герб Тур'я
Герб Тур'я — офіційний символ села Тур'є, Самбірського району Львівської області, затверджений 29 червня 2003 року рішенням сесії сільської ради. Герб є промовистим.
Автор — А. Гречило.

## Опис
У срібному полі три чорні голови турів анфас із червоними очима та рогами, дві над однією.

## Зміст
Тури є номінальним символом і вказують на назву поселення.